# George Sanders
George Sanders (ur. 3 lipca 1906 w Petersburgu, zm. śmiercią samobójczą 25 kwietnia 1972 w Barcelonie) – brytyjski aktor teatralny, filmowy, radiowy i telewizyjny oraz piosenkarz. Był pierwszym odtwórcą roli Simona Templara „Świętego”. Od połowy lat 30. grał w filmach amerykańskich, głównie na drugim planie. Za rolę cynicznego krytyka teatralnego Addisona DeWitta we Wszystko o Ewie otrzymał w 1950 roku Oscara.

## Życiorys
Urodził się w Petersburgu, ale kiedy miał jedenaście lat jego angielska rodzina powróciła do ojczyzny. Na Wyspach ukończył Brighton College i początkowo pracował w firmie doradczej, gdzie spotkał początkującą aktorkę Greer Garson. Ona oraz jego starszy brat Tom Conway, który również był aktorem, zasugerowali, że Sanders także mógłby spróbować swoich sił w teatrze i filmie.
W pierwszej połowie lat 30. grał w londyńskich kabaretach oraz pracował w radio. W filmie zadebiutował w 1934 roku, do końca dekady występował wyłącznie w rolach epizodycznych. W 1936 roku wyjechał do Stanów Zjednoczonych, gdzie wkrótce zyskał dużą popularność rolą agenta Simona Templara, odtwarzaną pięciokrotnie w latach 1939–1941, w serii filmów o Świętym. W czasie II wojny światowej grał podobnego bohatera, „Sokoła”.
Drugoplanową, ale ważną postać Jacka Favella stworzył w nagrodzonej Oscarem za najlepszy film Rebece (1940) Alfreda Hitchcocka. W tym samym roku u tego samego reżysera wystąpił w Korespondencie zagranicznym. Do końca lat 50. grał na drugim planie głównie w produkcjach wysokobudżetowych lub filmach sensacyjnych, m.in. w Zeznaniu szpiega (1939) Anatole’a Litvaka, Samsonie i Dalili (1949) Cecila B. DeMille’a, rzadziej w filmach artystycznych, np. u Roberto Rosselliniego w Podróży do Włoch (1954). Pojawił się również u Fritza Langa (Polowanie na człowieka i Gdy miasto śpi) i Jacques’a Duviviera (Historia jednego fraka). Największy sukces odniósł w 1950 roku, kiedy wcielił się w postać makiawelicznego krytyka teatralnego Addisona DeWitta we Wszystko o Ewie Josepha L. Mankiewicza. Zdobył za tę rolę Oscara.
W latach 60. zanotował występy mniejszej wagi. Przypomniał o sobie użyczeniem głosu tygrysowi Shere Khanowi w klasycznej animowanej Księdze dżungli z 1967 roku.
Był utalentowanym piosenkarzem. Wydał album The George Sanders Touch: Songs for the Lovely Lady. Zaśpiewał również w Call Me Madam oraz w Księdze dżungli.
Jego niski głos, brytyjski sznyt i akcent zainspirowały Petera Sellersa do stworzenia postaci Herculesa Grytpype-Thynne’a w popularnej serii komediowej radia BBC The Gone Show. Prywatnie Sellers i Sanders byli przyjaciółmi. Razem wystąpili w filmie Różowa Pantera: Strzał w ciemności (1964).
Jest autorem autobiografii Memoirs of the Professional Cad z 1960 roku.

## Życie prywatne i śmierć
Był czterokrotnie żonaty. Pierwsze małżeństwo trwające od 1940 do 1949 roku z Susan Larson zakończyło się rozwodem, podobnie jak drugie z węgierską aktorką Zsą Zsą Gabor (1949–1954) oraz ostatnie, z jej siostrą Magdą Gabor (1970–1971). Przyczyną końca trzeciego małżeństwa z Benitą Hume, którą poślubił w 1959 roku, była śmierć żony w 1967.
Sanders przez wiele lat mieszkał w Castelldefels, niedaleko Barcelony, w Hiszpanii. 23 kwietnia 1972 napisał dwa listy pożegnalne do najbliższych przyjaciół i zażył zawartość pięciu butelek Pentobarbitalu. „Drogi świecie. Odchodzę, bo już się znudziłem. Żyłem wystarczająco długo. Zostawiam cię, wraz z twoimi zmartwieniami w tym słodkim szambie” — napisał przed śmiercią. Zmarł na zawał serca dwa dni później w szpitalu w Barcelonie w wieku 65 lat. Jego przyjaciel David Niven w swojej autobiografii napisał, że Sanders już wiele lat wcześniej zaplanował taką śmierć.

## Wybrana filmografia

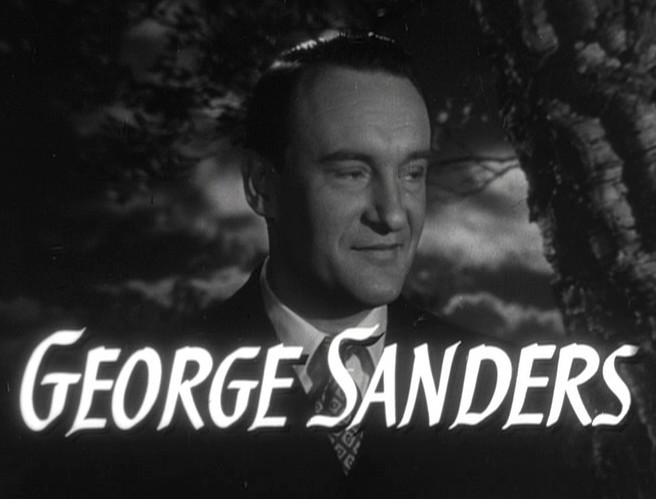
Czołówka filmu Duch i Pani Muir

- 1939 – Święty w Londynie jako Simon Templar
- 1939 – Zeznanie szpiega jako Franz Schlager
- 1940 – Rebeka jako Jack Favell
- 1940 – Zagraniczny korespondent jako Scott Folliott
- 1941 – Rage in Heaven jako Ward Andrews
- 1941 – Święty w Palm Springs jako Simon Templar, pseudonim Święty
- 1941 – Polowanie na człowieka jako Quive-Smith
- 1941 – Sokół jako Gay Lawrence, pseudonim Sokół
- 1941 – Randka z Sokołem jako Gay Lawrence, pseudonim Sokół
- 1942 – Historia jednego fraka jako Williams
- 1942 – Czarny łabędź jako kapitan Billy Leech
- 1943 – To jest mój kraj jako George Lambert
- 1945 – Portret Doriana Graya jako Lord Henry Wotton
- 1947 – Duch i Pani Muir jako Miles Fairlay
- 1949 – Samson i Dalila jako Saran
- 1950 – Wszystko o Ewie jako Addison DeWitt
- 1952 – Ivanhoe jako Sir Brian de Bois-Guilbert
- 1953 – Podróż do Włoch jako Alex Joyce
- 1953 – Call Me Madam jako Cosmo Constantine
- 1954 – Król Ryszard i Krzyżowcy jako król Ryszard I
- 1956 – Gdy miasto śpi jako Mark Loving, szef KNS
- 1960 – Wioska przeklętych jako Gordon Zellaby
- 1961 – Melonik i Muzy jako Sir Charles Broward
- 1964 – Różowa Pantera: Strzał w ciemności jako miliarder Benjamin Ballon
- 1966–1968 – Batman (serial tv) jako Mr. Freeze
- 1967 – Księga dżungli jako tygrys Shere Khan (głos)

## Nagrody i nominacje
| Rok  | Nagroda                  | Kategoria                    | Film                          | Rezultat  |
| ---- | ------------------------ | ---------------------------- | ----------------------------- | --------- |
| 1940 | National Board of Review | Najlepsze aktorstwo          | Rebeka (1940)                 | Wygrana   |
| 1941 | National Board of Review | Najlepsze aktorstwo          | Księżyc i sześć pensów (1942) | Wygrana   |
| 1951 | Złoty Glob               | Najlepszy aktor drugoplanowy | Wszystko o Ewie (1950)        | Nominacja |
| 1951 | Oscar                    | Najlepszy aktor drugoplanowy | Wszystko o Ewie (1950)        | Wygrana   |